# Сент-Огастін (Іллінойс)
Сент-Огастін (англ. St. Augustine) — селище (англ. village) в США, в окрузі Нокс штату Іллінойс. Населення — 119 осіб (2020).

## Географія
Сент-Огастін розташований за координатами 40°43′16″ пн. ш. 90°24′25″ зх. д. / 40.72111° пн. ш. 90.40694° зх. д. (40.721226, -90.406880).  За даними Бюро перепису населення США в 2010 році селище мало площу 1,63 км², уся площа — суходіл. В 2017 році площа становила 1,55 км², уся площа — суходіл.

## Демографія
Згідно з переписом 2010 року, у селищі мешкало 120 осіб у 60 домогосподарствах у складі 32 родин. Густота населення становила 73 особи/км².  Було 69 помешкань (42/км²).
Расовий склад населення:
| - 99,2 % — білих |

До двох чи більше рас належало 0,8 %. Частка іспаномовних становила 0,8 % від усіх жителів.
За віковим діапазоном населення розподілялося таким чином: 10,8 % — особи молодші 18 років, 64,2 % — особи у віці 18—64 років, 25,0 % — особи у віці 65 років та старші. Медіана віку мешканця становила 50,7 року. На 100 осіб жіночої статі у селищі припадало 87,5 чоловіків;  на 100 жінок у віці від 18 років та старших — 81,4 чоловіків також старших 18 років.
Середній дохід на одне домашнє господарство  становив 44 622 долари США (медіана — 42 500), а середній дохід на одну сім'ю — 59 300 доларів (медіана — 49 792). За межею бідності перебувало 5,7 % осіб, у тому числі 50,0 % дітей у віці до 18 років та 11,8 % осіб у віці 65 років та старших.
Цивільне працевлаштоване населення становило 50 осіб. Основні галузі зайнятості: мистецтво, розваги та відпочинок — 22,0 %, освіта, охорона здоров'я та соціальна допомога — 20,0 %, фінанси, страхування та нерухомість — 12,0 %, транспорт — 10,0 %.